# Övertorneå
Övertorneå (anciennement Matarengi, en finnois Matarenki) est le centre administratif de la commune du même nom en Suède. Le village est situé à environ 20 kilomètres au sud du cercle polaire dans la vallée de la Torne. Le village fait face au mont Aavasaksa de l'autre côté du fleuve, en Finlande. Un pont relie les deux pays à proximité immédiate d'Övertorneå.
Le village est connu pour sa petite église en bois du XVIIe siècle.
On y trouve l'une des bornes de l'arc géodésique de Struve, classé au patrimoine mondial.
Si l'une des activités touristiques principales d'Övertorneå semble être, en hiver, les safaris en moto-neige, cette ville développe petit à petit son réseau de pistes de ski de fond depuis 2005 environ.